# Ambrosia (banda)
Ambrosia é um quarteto fundado em Los Angeles, EUA.
Os membros da banda são David Pack (guitarra/vocal), Joe Puerta (baixo/vocal), Christopher North (keyboardist), e Burleigh Drummond (drummer), fusão do rock sinfonico com a arte do som pop.
O Ambrosia atualmente trabalha no passado e presente com Leonard Bernstein, Kurt Vonnegut Jr., Alan Parsons, Bruce Hornsby, e mais recentemente Michael McDonald, entre outros artistas notáveis.

## História
O grupo foi descoberto em 1971 pelo maestro Zubin Mehta da Orquestra Filarmônica de Los Angeles, que caracterizou a banda como parte de um "concerto ideal para cativar os norte-americanos. Entretanto, o grupo passou por avaliações por quatro anos para começar um contrato de gravação; O Ambrosia foi aprovado em 1975 e é escolhido como single as músicas "Holdin' on to Yesterday" e "Nice, Nice, Very Nice". Essa última foi baseado em Kurt Vonnegut, berço do gato de Jr. O Ambrosia marcou época também em 1977 com um cover da música "Magical Mystery Tour", dos Beatles, sobre a 2ª guerra mundial, em que eles aparecem também. Em 1978, faz sucesso a música "How Much I Feel". Em 1980 é lançado os sucessos "Biggest Part of Me" e "You're the Only Woman."
O álbum seguinte, Road Island, de 1982, foi um fracasso de vendas e o grupo entrou em crise. No mesmo ano é decretado o fim da banda e seus membros seguem carreira solo.

## Discografia

### Ambrosia(1975)
Nome das canções:
- "Nice, Nice, Very Nice"
- "Time Waits for No One"
- "Holdin' on to Yesterday"
- "World Leave me Alone"
- "Make Us All Aware"
- "Lover Arrive"
- "Mama Frog"
- "Drink of Water"

### Somewhere I've Never Travelled(1976)
Nome das canções:
- "And... Somewhere I've Never Traveled"
- "Cowboy Star"
- "Runnin' Away"
- "Harvey"
- "I Wanna Know"
- "The Brunt"
- "Danse with me George (Chopin's Plea)"
- "Can't Let a Woman"
- "We Need You Too"

### Life Beyond L.A.(1978)
Nome das canções:
- "Life Beyond L.A."
- "Art Beware"
- "Apothecary"
- "If Heaven Could Find Me"
- "How Much I Feel"
- "Dancin' By Myself"
- "Angola"
- "Heart to Heart"
- "Not as You Were"
- "Ready for Camarillo"

### One Eighty(1980)
Nome das canções:
- "Ready"
- "Shape I'm In"
- "Kamikaze"
- "You're the Only Woman"
- "Rock N' A Hard Place"
- "Livin' On My Own"
- "Cryin' In The Rain"
- "No Big Deal"
- "Biggest Part Of Me"

### Inside MovesSoundtrack (1980)
Nome das canções:
- "Outside"

### Road Island(1982)
Nome das canções:
- "For Openers (Welcome Home)"
- "Still Not Satisfied"
- "Kid No More"
- "Feelin' Alive Again"
- "How Can You Love Me"
- "Fool Like Me"
- "Ice Age"
- "Endings"

### Anthology(1997)
Nome das canções:
- "Mama Don't Understand"
- "Biggest Part Of Me"
- "You're The Only Woman"
- "Nice, Nice, Very Nice"
- "Life Beyond L.A."
- "Livin' On My Own"
- "Holdin' On To Yesterday"
- "Angola"
- "How Much I Feel"
- "Time Waits For No One"
- "I Just Can't Let Go"
- "Heart To Heart"
- "And...Somewhere I've Never Travelled"
- "Sky Is Falling"
- "Still Not Satisfied"
- "Cowboy Star"

### Live At The Galaxy(2002)
Nome das canções:
- "Nice, Nice, Very Nice"
- "Livin' On My Own"
- "You're The Only Woman"
- "Mama Don't Understand"
- "And...Somewhere I've Never Travelled"
- "In My Life"
- "Time Waits For No One"
- "How Much I Feel"
- "Magical Mystery Tour"
- "Drink of Water"
- "Holdin' On To Yesterday"
- "Biggest Part Of Me"

### Essentials(2002)
Nome das canções:
- "Nice, Nice, Very Nice"
- "Holdin' On To Yesterday"
- "And…Somewhere I've Never Travelled"
- "How Much I Feel"
- "Biggest Part Of Me"
- "You're The Only Woman"
- "How Can You Love Me"
- "Life Beyond L.A."
- "For Openers (Welcome Home)"
- "Cryin' In The Rain"
- "Time Waits For No One"
- "We Need You Too"

### How Much I Feel and Other Hits(2003)
Nome das canções:
- "How Much I Feel"
- "How Can You Love Me"
- "Livin' on My Own"
- "Heart to Heart"
- "Sky Is Falling"
- "You're the Only Woman"
- "I Just Can't Let Go"
- "Angola"
- "Mama Don't Understand"
- "Holdin' on to Yesterday"